# Подъельцы (Миорский район)
Подъельцы (бел. Пад’ельцы) — агрогородок в Миорском районе Витебской области. Входит в состав Миорского сельсовета.
Через населенный пункт проходит автодорога Р-18 Верхнедвинск — Миоры — Козяны.
Агрогородок Подъельцы является главной усадьбой ОАО «Подъельцы». На территории агрогородка по адресу ул. Дворносельская д.5 расположена редакция районной газеты «Міёрскія навіны».

## История
Во времена Российской империи после раздела Польши Свердлы относились к гмине Чарасы Дисненского уезда в Виленской губернии. В конце XIX века относилась к имению Миоры, принадлежащему Добошинским — после Революции — Виленский край.
В 1921 году годах Виленский край был занят Польскими войсками и деревня вошла в состав гмины Миоры Дисненского уезда (с 1926 года — Браславского) Виленского воеводства.
Верующие католики относились к приходу в Миорах, православные — к приходу в Черессах. Суд находился в Друе, окружной суд — в Вильнюсе. Почтовое отделение находилось в Миорах.
Со 2 ноября 1939 года до начала Великой Отечественной войны была в составе Белорусской ССР. С июня 1941 года находилась под немецкой оккупацией. В 1944 году при освобождении Белоруссии вновь в составе Белорусской ССР.
До 17 декабря 1971 года Подъельцы подчинялись Миорскому городскому совету, до 8 апреля 2004 года входили в состав Дворносельского сельсовета.

## Население
- 1921 год — 166 человек, 28 домов[7].
- 1931 год — 162 человека, 30 домов[8].
- 2000 год — 553 человека, 148 домов[9].
- 2009 год — 594 человека.

## Достопримечательности
- Памятник землякам, погибшим Великую Отечественную войну[9].